# اسپرینگ اینتگریشین
یکپارچه‌سازی اسپرینگ (به انگلیسی: Spring Integration) چارچوبی متن باز به منظور توسعه برنامه‌های یکپارچه‌ساز سازمانی است که براساس چارچوب اسپرینگ طراحی و توسعه یافته است.  این چارچوب با هدف ارائه و توسعه راهکارهای یکپارچه‌سازی در معماری رویدادمحور ارائه شده است. 
«یکپارچه‌سازی اسپرینگ» بخش از سبد اسپرینگ است. 

## موارد مرتبط
- اسپرینگ فریمورک
- آپاچی کمل - راهکار مشابه